# La Cuchilla (Sonora)
La Cuchilla a veces también llamado Lechuga, es un pueblo abandonado del municipio de Altar ubicado en el norte del estado mexicano de Sonora en la zona del desierto homónimo. Según los datos del Censo de Población y Vivienda realizado por el Instituto Nacional de Estadística y Geografía (INEGI), la última vez que tuvo una población fue en el año de 1921, siendo deshabitado a falta de la actividad minera que la sostenía.
El sitio era una importante mina de cuarzo fundada a finales del siglo XIX por una empresa estadounidense, fue una de las más productivas del norte del estado, la mina era explotada mediante minado subterráneo a niveles varios triturando el mineral en molinos.

## Geografía
La Cuchilla (Lechuga) se sitúa en las coordenadas geográficas 30°46'58" de latitud norte y 111°54'47" de longitud oeste del meridiano de Greenwich, a una elevación de 441 metros sobre el nivel del mar.